# Самдинг Дордже Пхагмо
В тибетския будизъм Дордже Пхагмо (на тибетски: བསམ་སྡིང་རྡོ་རྗེ་ཕག་མོ་སྤྲུལ་སྐུ, буквално Диамантената свиня; традиционен китайски: 桑 顶 多吉帕姆 活佛 (多杰帕 嫫); пинин: Duōjí Pàmǔ (Duōjié Pàmó); санскрит: Ваджраварахи) позната още като Сера Кандро е съзнателно прераждащ се тибетски будистки учител (лама) от школата Бодонг. Смята се, че тя е въплъщение на съпругата на гневния буда – аспект Демчок (Херука). Почитана е като е най-висшето женско въплъщение в Тибет  и човека с третия най-висок ранг в йерархията след Далай Лама и Панчен Лама.  Тя е изброена сред най-високопоставените превъплъщения по времето на Петия Далай Лама, разпозната от правителството в Тибет и призната от императорите на китайската династия Цин. 

## История
Нейното място е Самдинг (буквално, „храма на извисяващата се медитация“) е в много отношения уникален, включително и с това, че половината от обитателите му са монаси, а другата половина – монахини. Глава на манастира с всичките му клонове е жена